# Josef M. Häußling
Josef Johannes Maria Häußling (* 7. November 1923 in Lambrecht; † 3. Juni 2012) war ein deutscher Rechtswissenschaftler, Hochschullehrer, Rektor der Bergischen Universität Wuppertal und Autor.

## Leben
Josef M. Häußling war ein Sohn des Juristen Aloys Häußling und dessen Frau Maria, geb. Schlosser. Zu den insgesamt neun Kindern des Ehepaares gehörte auch der Theologe und Benediktiner Angelus Häußling.
Häußling studierte an den Universitäten Mainz, Paris und Lausanne. Nach einer kurzen Tätigkeit als Akademischer Rat an der Universität Würzburg folgte er 1973 einem Ruf an die damalige Gesamthochschule Wuppertal, um dort eine Professur für Rechtsphilosophie im Studiengang Sozialwissenschaften anzutreten. Seine Fachgebiete hierbei waren Kriminalpädagogik, Delinquenzprophylaxe und Jugendkriminalität; zu letzterem Thema veröffentlichte er zahlreiche Fachbücher und veranstaltete internationale Kongresse, teilweise in Zusammenarbeit mit Experten der renommierten Pariser Sorbonne, an der Häußling für viele Jahre Gastprofessor war.
1983 wurde Häußling in Wuppertal zum Rektor gewählt und folgte damit auf Rainer Gruenter, der 1972 von der Landesregierung als Gründungsrektor berufen worden war. Nach dem Ende seiner vierjährigen Amtszeit war er als Wissenschaftlicher Direktor an der privaten Universität Witten/Herdecke tätig.
Seine letzten Lebensjahre verbrachte Häußling in Südfrankreich. Er war verheiratet und hatte vier Töchter.

## Veröffentlichungen (Auswahl)
- Häußling, Josef M.: Einführung in das strafrechtliche und strafprozessuale Denken. Ein neues rechtswissenschaftliches Studienprogramm, Freiburg im Breisgau: Rombach Verlag, 1969.
- Häußling, Josef M.; Deimling, Gerhard: Vorbeugungsstrategien: Bestandsaufnahme und Möglichkeiten der Delinquenzprophylaxe und sozialer Therapien, Wuppertal: Peter Hammer Verlag, 1977.
- Häußling, Josef M.; Brusten, Manfred; Malinowski, Peter: Jugendkonflikte: Kriminologische Forschungen und Analysen aus neun Ländern, Stuttgart: Ferdinand Enke Verlag, 1981.
- Häußling, Josef M.: Auf dem Weg nach Santiago de Compostela: Der Jakobsweg – Kulturstraße Europas, Münster: LIT Verlag, 2005.